# На десять минут старше
«На десять минут старше» (англ. Ten minutes older) — кинопроект 2002 года, состоящий из двух фильмов: «Труба» (The Trumpet) и «Виолончель» (The Cello).
Идея этого проекта посетила Вима Вендерса после просмотра короткометражки «Старше на 10 минут», снятой на Рижской киностудии режиссёром Герцем Франком и оператором Юрисом Подниексом в 1978 году.
Фильмы состоят из короткометражных работ, объединённых вокруг общей основной темы «Время». Эти работы сняты 15-ю знаменитыми режиссёрами, каждому из которых было выделено по 10—13 минут экранного времени.

## На десять минут старше: Труба
Первый фильм получил название «На десять минут старше: Труба», в котором новеллы объединены джазовыми импровизациями на трубе.
- Аки Каурисмяки (эпизод «Для собак Ад не существует»)

После неудачной попытки самоубийства финский предприниматель продаёт свою долю бизнеса, берёт с собой знакомую повариху из ресторана и садится на поезд до Иркутска, чтобы работать в Сибири на нефтедобыче.
- Виктор Эрисе (эпизод «Линия жизни»)

Испанская деревушка летом, кругом тишина и покой. У младенца в колыбели развязывается пупок и течёт кровь. Это не сразу замечают, однако затем ребёнка спасают. Снова наступает покой. Стоит конец июня 1940 года.
- Вернер Херцог (эпизод «На десять тысяч лет старше»)

В 1981 году в джунглях Амазонии впервые произошёл контакт племени уру-эу-вау-вау с европейской цивилизацией. Через 20 лет численность племени сократилась наполовину из-за болезней. Молодое поколение хочет быть обычными бразильцами и оставить традиционный образ жизни.
- Джим Джармуш (эпизод «Интерьер. Трейлер. Ночь»)

Во время 10-минутного перерыва на съёмках актриса заходит в свой трейлер, чтобы отдохнуть. Ей как раз звонит по телефону бойфренд, но поговорить в одиночестве не удаётся — постоянно заходят члены съёмочной группы, то поправить причёску, то проверить микрофоны на теле, то принести ужин…
- Вим Вендерс (эпизод «Двенадцать миль до Троны»)

Молодой человек, чувствующий сильное недомогание, приезжает в больницу, которая оказывается закрытой. Ему предстоит проехать 12 миль по пустынному шоссе до ближайшего населённого пункта, а он почти теряет сознание…
- Спайк Ли (эпизод «Нас обокрали»)

Интервью с членами предвыборного штаба Ала Гора, которые вспоминают о выборах президента США 2000 года, когда Гор соперничал с Бушем. По их мнению, СМИ сообщили о победе Буша до того, как голоса были подсчитаны, из-за чего он стал восприниматься как избранный президент. Реальный же разрыв составлял лишь сотни голосов, так что никакой уверенности в том, кто именно выиграл выборы, нет.
- Чэнь Кайгэ (эпизод «Сто цветков скрыты глубоко»)

Господин Фэнь вызывает бригаду грузчиков, чтобы переехать с окраины Пекина. Однако по приезде грузчики обнаруживают, что кругом пустырь, хотя Фэнь утверждает, что вокруг стоят его вещи…

## На десять минут старше: Виолончель
- Бернардо Бертолуччи (эпизод «История о воде»)

Молодой гастарбайтер, оказавшийся в Италии, отправляется принести воды пожилому спутнику. Обратно к старику он возвращается лишь после того, как он женился, вырос его сын и они всей семьёй попали в автокатастрофу.
- Майк Фиггис (эпизод «О времени 2»)

Фильм в технике поликадра представляет человека, который бродит по комнатам дома, где встречает себя самого в детстве, себя в возрасте молодого человека, беседующего с девушкой, слышит голоса родителей.
- Иржи Менцель (эпизод «Один миг»)

В сюжете, смонтированном из кадров фильмов с участием Рудольфа Грушинского, проходят эпизоды из разных периодов жизни одного человека.
- Иштван Сабо (эпизод «Десять минут спустя»)

Жена готовится к приходу мужа, чтобы отметить праздник. Муж приходит подвыпившим, они начинают ссориться и в ссоре жена ранит мужа ножом. Приезжает скорая помощь и увозит мужа, полиция уводит жену.
- Клер Дени (эпизод «В сторону Нанси»)

В поезде молодая девушка и пожилой мужчина беседуют о понятиях чужого и иностранца, о глобализации и ксенофобии.
- Фолькер Шлёндорф (эпизод «Озарение»)

Глазами летающего комара и под чтение текста «Исповеди» Августина показан летний пикник на природе, имеющий трагическую развязку.
- Майкл Редфорд (эпизод «Помешанный на звёздах»)

2146 год. Из космического путешествия возвращается главный герой. Ему всё так же 35 лет, хотя на Земле прошло 80 лет. Он встречается со своим сыном, глубоким стариком, который всё это время ждал отца. Затем космонавт вновь отправляется к звёздам.
- Жан-Люк Годар (эпизод «Во тьме времени»)

Сюжет смонтирован из кадров различных фильмов и иллюстрирует последние минуты молодости, мужества, мысли, памяти, кино и т. п.